# Співаковський Олександр Онисимович
Олександр Онисимович Співаковський (1888-1986) — радянський учений в області промислового транспорту та гірничого машинобудування. Лауреат Сталінської премії.

## Біографія
Народився 18 (30 січня) 1888 року в Катеринославі (нині Дніпро, Україна) в єврейській сім'ї. Батько — Степан Олександрович Співаковський, старший лікар катеринославської Єврейської лікарні, мати — Есфір Мойсеївна Співаковська (1862—1944).
Закінчив Катеринославське реальне училище (1898—1905), один курс математичного факультету Льєжського університету (1905—1906), механічне відділення Петроградського політехнічного інституту (1907—1917, спеціальність «конструктор підйомно-транспортних машин»).
У 1914—1918 роках інженер-конструктор Управління по зрошенню Туркестану, займався проектуванням механізмів на шлюзах і греблях зрошувальних систем Голодного і Дальверзинського степів; у 1919—1920 роках — інженер, старший інженер в Управлінні шлюзування Дніпра.
У 1919—1922 асистент, доцент в Катеринославському (Дніпропетровському) політехнічному інституті.
У 1922—1933 роках — доцент, професор і зав. кафедри рудникового транспорту Дніпропетровського гірничого інституту (ДГІ). У 1921—1923 роках викладав машинобудівне креслення на робітфаку при ДГІ.
Із 1933 професор, завідувач кафедри рудникового транспорту Московського гірничого інституту (нині — Гірничий інститут НДТУ «МІСіС») (до 1968 року). У 1933—1943 роках одночасно науковий керівник Інституту підйомно-транспортного машинобудування (ВНДІПТМАШ).
Професор (1935). Доктор технічних наук (1937).
У грудні 1946 року обраний членом-кореспондентом АН СРСР (відділення технічних наук). У 1946—1960 роках завідував лабораторією в ІГСДАН, у 1960—1961 роках — с. н. с. і керівник робіт.
Член ВКП(б) із 1941 року.
Автор праць з питань теорії транспортувальних машин і реконструкції та механізації металургійних і машинобудівних заводів, внутрішньозаводського, шахтного та кар'єрного транспорту, в тому числі розробці механічних транспортних комплексів для рудної промисловості
Автор підручників.
Перша дружина — Ганна Іванівна Ксенофонтова, друга — Іда Олександрівна Співаковська (1900—1980).
Помер 9 травня 1986 року в Москві. Похований на Донському кладовищі.

## Основні роботи
- «Расчеты по транспортным устройствам» (1929)
- четырёхтомная монография «Конвейерные установки» (1932—1933),
- Карьерный конвейерный транспорт, М., 1965 (спільно з М. Г. Потаповим і М. О. Котовим);
- Транспортирующие машины, 2 изд., М., 1968 (спільно з В. К. Дячковим);
- Транспортные машины и комплексы открытых горных разработок, 3 изд. , М. , 1974 (спільно з М. Г. Потаповим).

## Нагороди та премії
- Сталінська премія третього ступеня (1947) — за корінні удосконалення скребкових транспортерів і способу транспортування вугілля в довгих лавах на шахтах Донбасу, які забезпечили значне підвищення видобутку вугілля
- орден Леніна (1953)
- п'ять орденів Трудового Червоного Прапора (1942, 1943, 1948, 1967, 1975)
- орден Жовтневої Революції (1973)
- знак «Шахтарська слава» I, II, III ступенів.
- заслужений діяч науки і техніки РРФСР (1957)